# Hans Hjort-Cervinus
Hans Hjort-Cervinus, född i Ausås socken i Skåne, var en svensk-dansk präst och professor.
Hjort-Cervinus blev 1642 pastor i Varbergs församling, 1653 pastor i Halmstad, 1666 generalprost över Halland och 1669 teologie professor i Lund med bibehållande av Halmstads pastorat, där han ofta vistades. Är 1672 flyttades han till Helsingborg som kyrkoherde, stiftsprost och biskoplig vikarie. Han hade säkerligen för avsikt att bli biskop i Lund, men kärleken till det gamla fosterlandet fick honom 1677 att bosätta sig i Danmark, där han dog som kyrkoherde på Själland.